# Elena Maróthy-Šoltésová

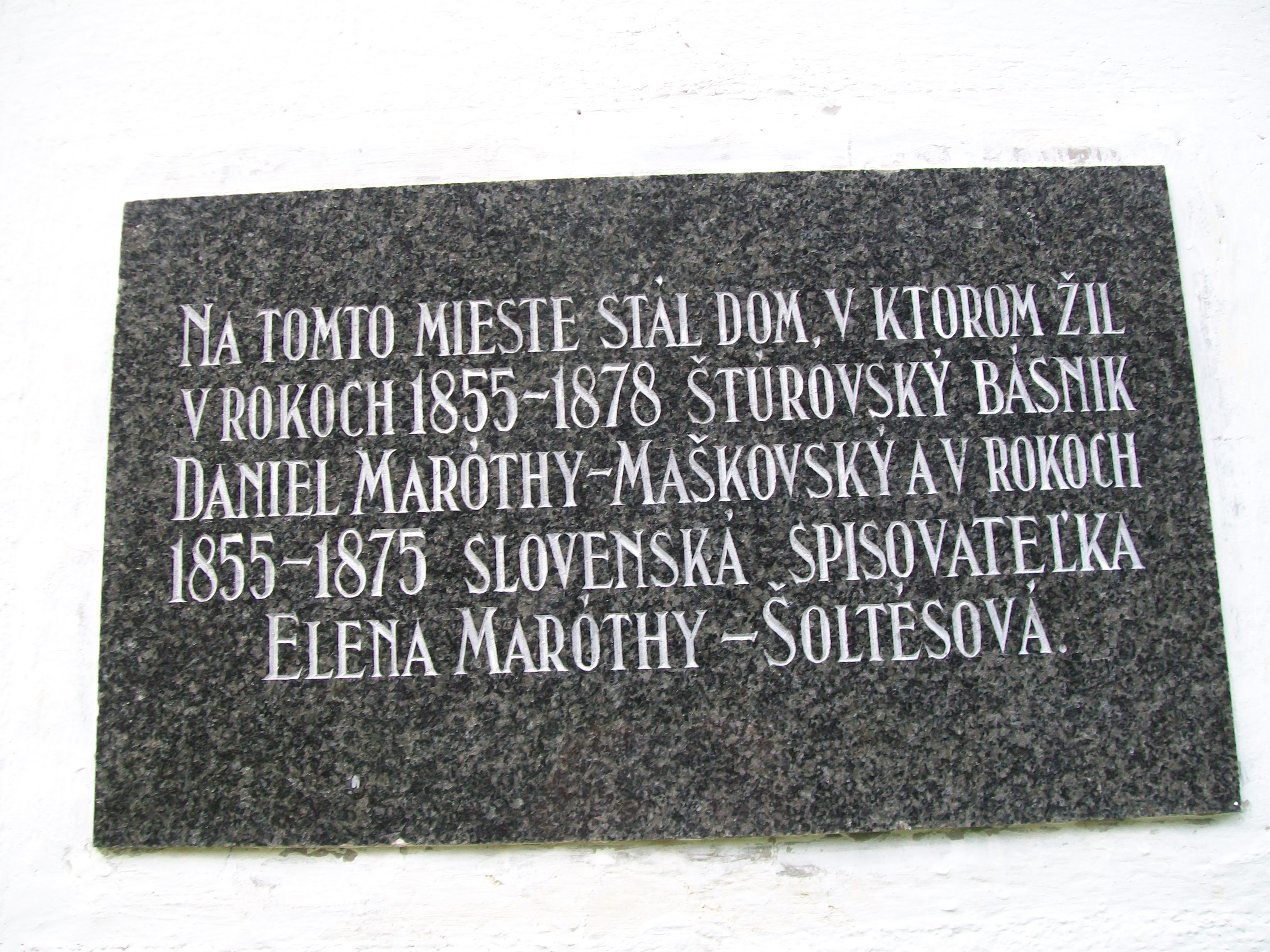
Placă comemorativă în memoria ei la Luboreč

Elena Maróthy-Šoltésová (în maghiară Maróthy-Soltész Ilona; n. 6 ianuarie 1855, Krupina, Țările Coroanei Sfântului Ștefan, Slovacia – d. 11 februarie 1939, Martin, Žilinský kraj, Slovacia) a fost o scriitoare publicistă, jurnalistă și activistă socială slovacă, care a avut un rol principal în mișcarea feministă din Slovacia. Proza scrisă de ea este inclusă în primul val al realismului literar.

## Biografie
Elena Maróthy a fost fiica preotului evanghelic și poetului Daniel Maróthy (1825–1878) și a Karolínei Hudecová (1834–1857). Mama ei a murit când Elena era încă mică, iar tatăl ei s-a recăsătorit cu Ľudovika Bauerova. Fratele ei vitreg a fost Ľudovít Maróthy⁠(d) (1863–1899), viitor preot și scriitor. Elena a studiat la Ľuboreč, la Institutul German pentru Fete din Lučenec și Poprad. În 1875 s-a căsătorit cu un negustor, Ľudovít Michał Šoltés⁠(d) (1837–1915), cu care a avut doi copii. Fiica Elenei a murit la vârsta de opt ani, iar fiul ei Ivan Daniel la 33 de ani.
Familia Šoltés s-a stabilit în Martin, oraș considerat la acea vreme centrul vieții culturale și naționale slovace, unde Elena Maróthy-Šoltésová a trăit până la moarte. Acolo s-a dedicat activităților literare, culturale și sociale. S-a implicat în mișcarea feministă și a subliniat necesitatea educării femeilor și participarea lor la mișcarea națională slovacă – aceste idei au fost transmise și în scrierile ei. În 1880 a devenit membră a asociației femeilor slovace Živena, ocupând funcția de președinte între 1894 și 1927. În perioada 1912–1922 a fost redactor al revistei Živena. Maróthy-Šoltésová a susținut activ educația femeilor din patria ei. Astfel, în calitate de președinte al asociației Živena, ea a inițiat înființarea mai multor școli și cursuri de pregătire pentru femei, printre care și Institutul M.R. Štefánik (în slovacă Konzervatívny inštitút al lui Milan Rastislav Štefánik).
Elena Maróthy-Šoltésová este o reprezentantă timpurie a realismului literar. Ea este cunoscută în special pentru romanul Proti prúdu („Contra curentului”), publicat în 1894, și pentru lucrarea cu caracter memorialistic Moje deti („Copiii mei”, 1923–1924), care a fost tradusă în mai multe limbi. În 1925 a publicat scrierea memorialistică Sedemdesiat rokov života („Șaptezeci de ani de viață”). Eseurile ei despre literatura slovacă au fost publicate în volumele Korešpondencia Timravy a Šoltésová („Corespondență între Timrava și Šoltésová”, 1952) și Pohľady na literatúru („Perspective asupra literaturii”, 1958).

## Scrieri
- 1881 – Na dedine
- 1882 – Prípravy na svadbu
- 1882 – Dozvuky k poslednému valnému zhromaždeniu Živeny
- 1885 – Úloha Živeny
- 1885 – Umierajúce dieťa
- 1891 – V čiernickej škole
- 1894 – Proti prúdu („Contra curentului”)
- 1895 – O románe Proti prúdu
- 1896 – Prvé previnenie
- 1898 – Popolka
- 1898 – O vplyve zábavného čítania
- 1902 – Za letného večera
- 1913 / 1917 – Môj syn
- 1923 / 1924 – Moje deti („Copiii mei”)
- 1925 – Sedemdesiat rokov života („Șaptezeci de ani de viață”)